# Ngrendeng (Gondang)
Ngrendeng is een bestuurslaag in het regentschap Tulungagung van de provincie Oost-Java, Indonesië. Ngrendeng telt 2327 inwoners (volkstelling 2010).